# Castello di Imabari
Il Castello di Imabari è un castello giapponese situato nell'omonima città della prefettura di Ehime. Insieme ai castelli di Takamatsu e di Nakatsu è chiamato castello Mizujiro (acqua).

## Storia

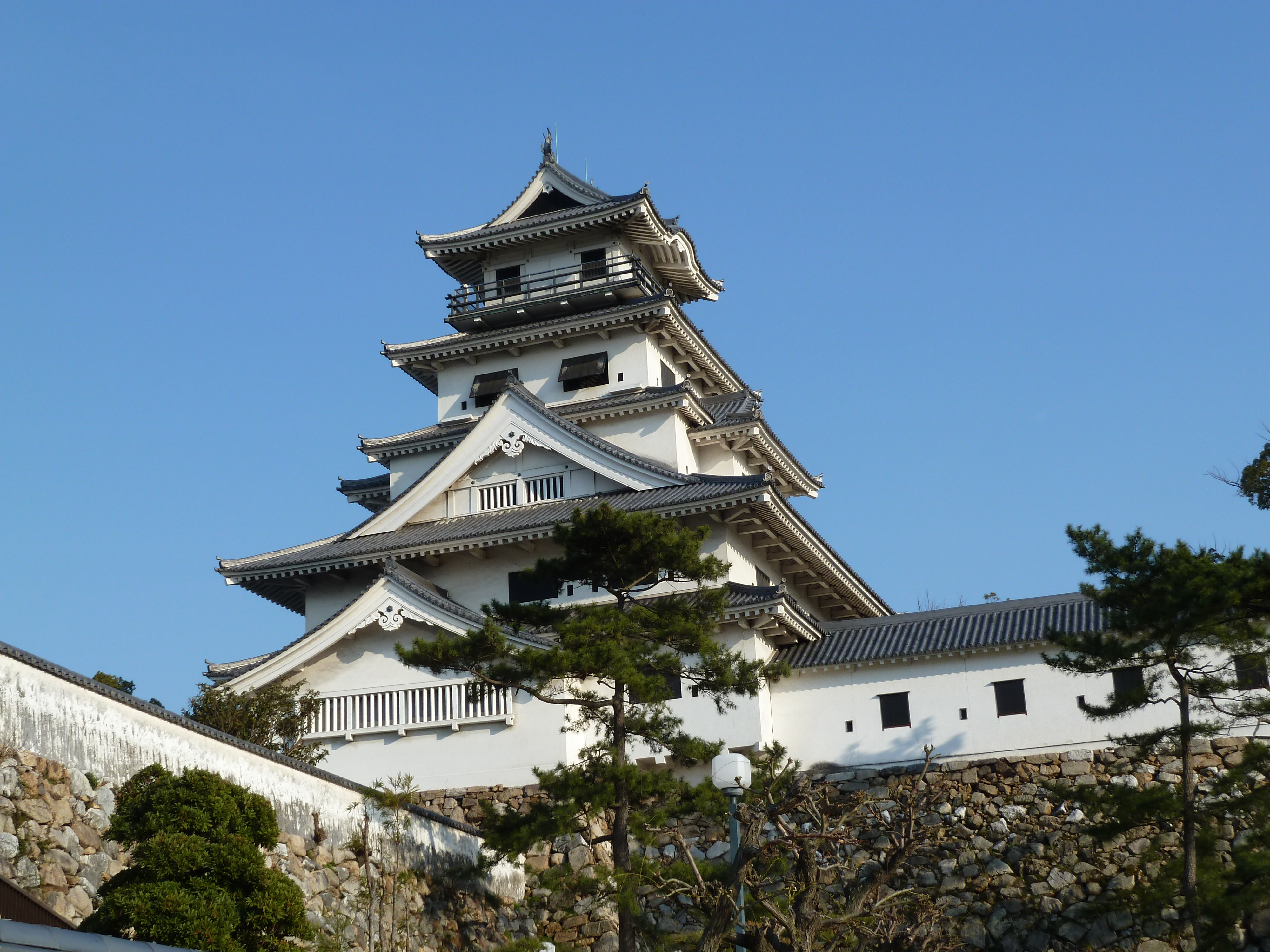
Maschio principale

Il castello venne costruito nel 1602 da Tōdō Takatora, un Daimyō noto per la costruzione di castelli. A quel tempo la sede del governatorato era presso il monte di Kokufu, ma Takatora lo ritenne un luogo inadatto, abolendolo a favore di Imabari. La caratteristica distintiva del castello è un ampio fossato alimentato dall'acqua del mare vicino, con una larghezza tra le sponde di 60 m, sufficiente a vanificare le armi da fuoco e da lancio del tempo.
Nel 1635 il dominio e il castello passarono a Matsudaira Sadafusa, nipote di Tokugawa Ieyasu e sotto i cui discendenti rimase per l'intero periodo Edo. Tuttavia durante il periodo Meiji venne abbandonato nel 1873 e da allora demolito.

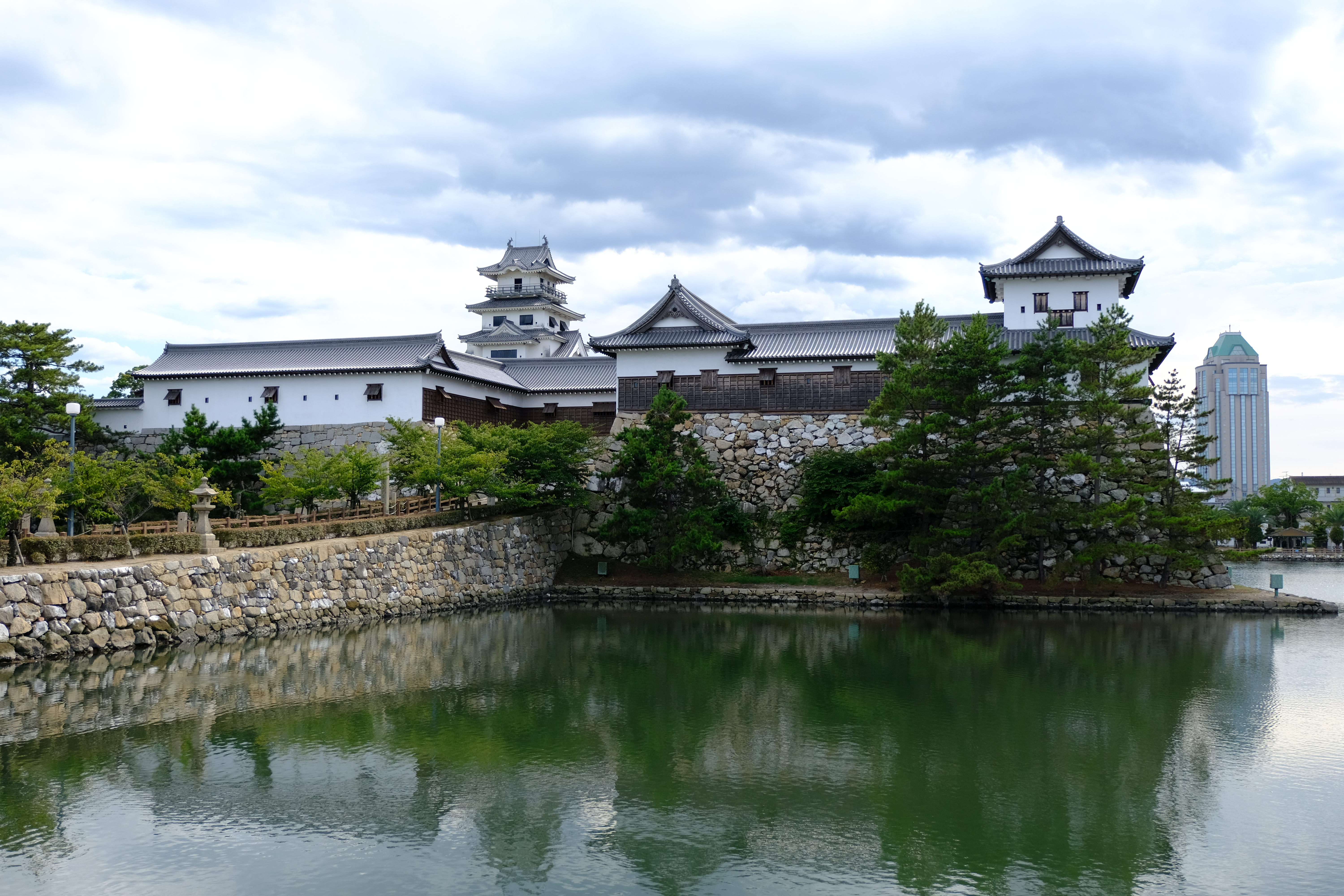
Ingresso

Nel 1980 la città di Imabari ricostruì in cemento il tenshu (maschio), per poi ricostruire in modo autentico anche il resto del castello. Oggi il tenshu e gli yagura (torri di guardia) ospitano una collezione di armi, armature e manufatti legati alla cultura dei samurai. Anche il parco del castello ospita un notevole santuario, al cui interno si trovano diverse statue, tra le quali una raffigurante Takatora a cavallo.